# Alf Duval
Alfred Walter "Alf" Duval (ur. 1 lipca 1941 w Sydney) – australijski wioślarz, srebrny medalista olimpijski.

## Kariera
Wystąpił na igrzyskach olimpijskich w Tokio w 1964, gdzie zajął dziesiąte miejsce w czwórkach ze sternikiem. Na rozgrywanych cztery lata później igrzyskach olimpijskich w Meksyku Australijczycy w składzie: Alf Duval, Michael Morgan, Joe Fazio, Peter Dickson, David Douglas, John Ranch, Gary Pearce, Bob Shirlaw i Alan Grover (sternik) zdobyli srebrny medal w ósemkach. W finale o 0,98 sekundy przegrali z osadą RFN, a o 1,13 sekundy wyprzedzili osadę ZSRR.
Dwukrotnie zdobywał mistrzostwo kraju: w czwórkach bez sternika w latach 1964 i 1964. Po zakończeniu kariery pracował jako trener.